# Cattedrale di Concepción
La cattedrale di Concepción (in spagnolo Catedral de Concepción) è una cattedrale cattolica dell'arcidiocesi di Concepción. La sua sede è situata a Concepción.
La costruzione della cattedrale ebbe inizio nel 1940 e si concluse nel 1964. La cattedrale, progettata dagli architetti Ramón Venegas, Carlos Casanueva Baluca e Fernando Urrejola Arrau, fu costruita in stile razionalista ispirato al romanico ed ha un'altezza di 22 metri.